# Аліче-Бель-Колле
Аліче-Бель-Колле (італ. Alice Bel Colle, п'єм. Àles Bel Còl) — муніципалітет в Італії, у регіоні П'ємонт,  провінція Алессандрія.
Аліче-Бель-Колле розташоване на відстані близько 460 км на північний захід від Рима, 75 км на південний схід від Турина, 25 км на південний захід від Алессандрії.
Населення — 748 осіб (2014).
Щорічний фестиваль відбувається 24 червня. Покровитель — святий Іван Хреститель.

## Демографія
Населення за роками:

Станом на 1 січня 2023 року в муніципалітеті офіційно проживали 72 іноземці з 15 країн, серед них 26 громадян країн Євросоюзу та 1 громадянин України.

## Сусідні муніципалітети
- Аккуї-Терме
- Кассіне
- Кастель-Роккеро
- Кастеллетто-Моліна
- Фонтаніле
- Маранцана
- Куаранті
- Рикальдоне